# Bovenden
Bovenden là một đô thị thuộc the huyện Göttingen, trong bang Niedersachsen, Đức. Đô thị này có diện tích 63,59 km². Bovenden nằm bên sông Leine, cự ly khoảng 6 km về phía bắc của Göttingen.

## Kết nghĩa
Bovenden kết nghĩa với Dursley, Anh.